# 小幌駅
小幌駅（こぼろえき）は北海道虻田郡豊浦町字礼文華（れぶんげ）にある、北海道旅客鉄道（JR北海道）室蘭本線の駅である。電報略号はコホ。事務管理コードは▲140303。駅番号はH45。
二つの鉄道トンネルに挟まれた80メートルの空隙区間に立地し、道路アクセスもないため、いわゆる秘境駅の一つとして知られる。

## 概要
「礼文華山トンネル」と「新辺加牛トンネル」という2つの長大トンネルの間に挟まれた崖のわずかな明かり部分に位置しており、四方のうち三方が急傾斜地、一方は海（内浦湾）に接している。そのため、鉄道と船舶以外の交通手段では接近が難しい。
1943年（昭和18年）に、列車交換のための信号場として設置された。当時、室蘭本線と函館本線では、石炭をはじめとする太平洋戦争中に急増した軍需輸送の対応に迫られていた。該当線区はトンネルの連続で勾配も厳しく蒸気機関車をトンネル内に止める信号所の設置が難しいため複線化も検討されていたが、当駅の前後は勾配が緩く蒸気機関車をトンネル外で停車できる僅かな空間を確保できることから当地が選ばれた。当駅以外にも戦時形を含む幾つかの信号場が新設されている。1987年（昭和62年）に駅になった。
牛山隆信の『秘境駅へ行こう!』のランキングにて秘境駅度1位とされている。
道内の主要幹線である室蘭本線に位置するため、通過する特急列車や貨物列車の数は多いが、普通列車でも当駅を通過する便がある。2016年3月26日のダイヤ改正以降は、停車する普通列車は1日あたり下り（礼文・東室蘭方面）2本、上り（静狩・長万部方面）4本の計6本のみである。なお、2015年時点では1日8本の普通列車が停車していた。

## 歴史
- 1943年（昭和18年）9月25日：国有鉄道室蘭本線の小幌信号場として開設[1][3]。旅客も取扱っていた[1]。
- 1964年（昭和39年）7月5日：静狩方面が複線化される。
- 1967年（昭和42年）
  - 9月29日：礼文方面が複線化される。
  - 10月1日：信号場としては廃止となり、仮乗降場として旅客取扱いを継続する[1]。
- 時期不詳：無人駅化される。
- 1987年（昭和62年）4月1日：国鉄分割民営化によりJR北海道に移管[1]。旅客駅に昇格する[1][3]。
- 1990年（平成2年）3月10日：営業キロが設定される[1]。
- 2016年（平成28年）
  - 1月21日：停車予定の普通列車が誤って通過し、乗車予定だった乗客への救済措置として、通常は停まらない特急列車が当駅に臨時停車した[4][新聞 4]。
  - 4月1日：豊浦町の管理駅となる[新聞 5]。

### 駅名の由来
近くの海岸の名称からとされている。

### 廃止検討
2015年（平成27年）7月、保守のためのコストが問題となり、利用実績も乏しいためJR北海道は廃止の可能性を示唆し、その後、同年10月を目処に廃止する意向を豊浦町に伝えた。一方、町では当駅を観光資源として存続させるよう求めた。
その後、豊浦町が駅の管理・運営を検討していることを明らかにし、2015年10月での廃止は見送った上でJR北海道と協議を続けることになった。JR北海道が示した年間の維持費は約150万円、そのほか、老朽化したプラットフォームの改修には1,000万円程度かかる模様だが、町は2016（平成28）年度の予算に駅存続のために当面必要な費用を盛り込む考えを示した。さらに今後、ふるさと納税の活用なども含め、費用確保の方法を模索するとした。
2015年12月、JR北海道は町との協議に基づき町から駅存続のための費用・人的支援を受け、当面1年駅を存続させるとともに、今後も状況を見つつ1年ずつ更新を検討していくことを公表した。

## 駅構造
相対式ホーム2面2線を有する複線区間の地上駅。互いのホームは千鳥式に配置されており、長万部方にある構内踏切で連絡している。後述の放棄された配線が中線状に残置されている。豊浦町が管理する無人駅（列車の問い合わせ先は長万部駅）となっており、駅舎や待合室は存在しないが保線用の小屋と、一般乗降客が利用可能なバイオトイレがある。列車接近時には踏切警報機が作動し、注意を促す自動放送がアナウンスされる（停車列車、通過列車とも内容は同一）。

### のりば
| ホーム | 路線      | 方向 | 行先             |
| ------ | --------- | ---- | ---------------- |
| 北側   | ■室蘭本線 | 下り | 東室蘭・室蘭方面 |
| 南側   | ■室蘭本線 | 上り | 長万部方面       |

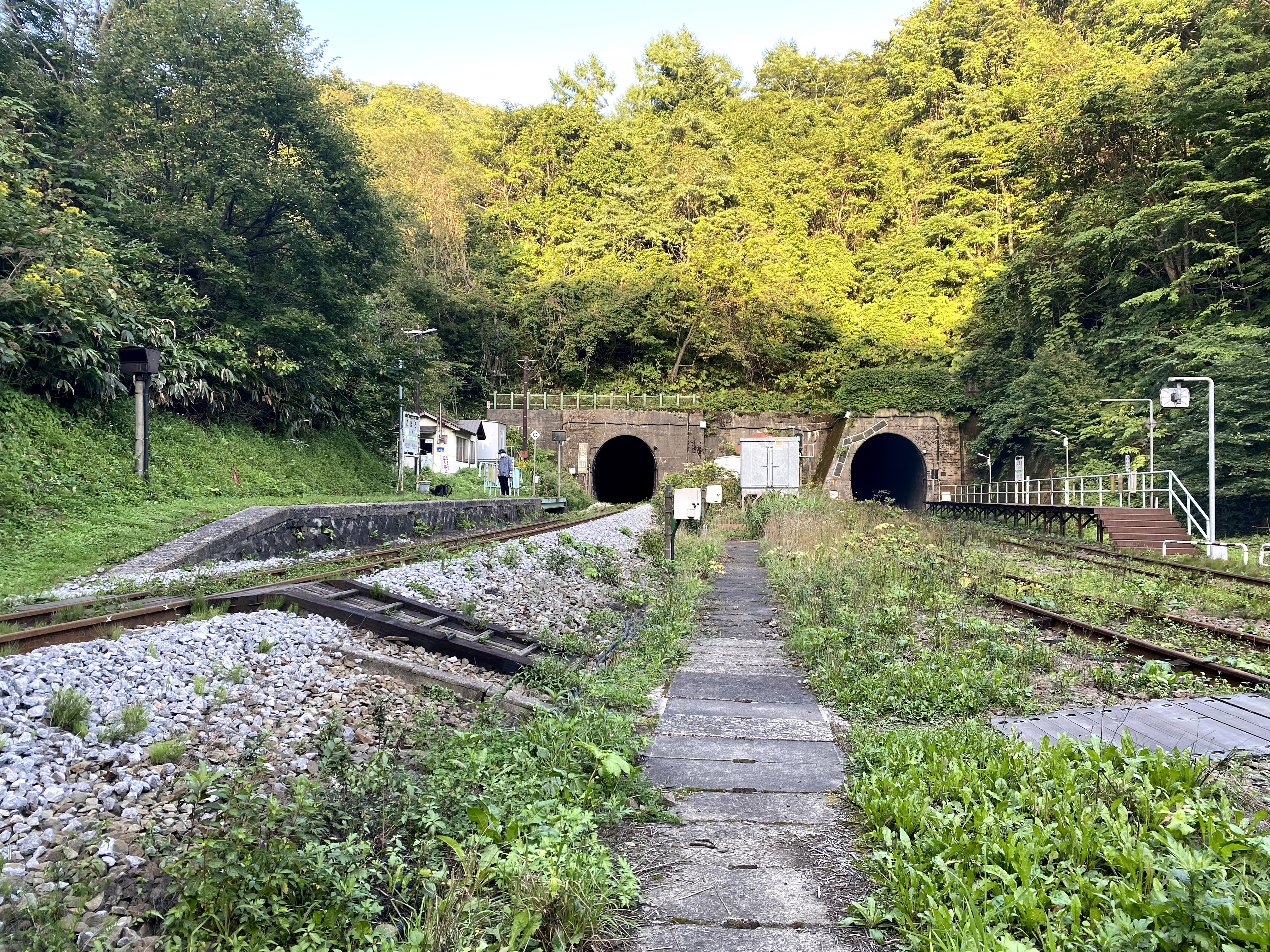
地上から見た駅全景（2021年8月）
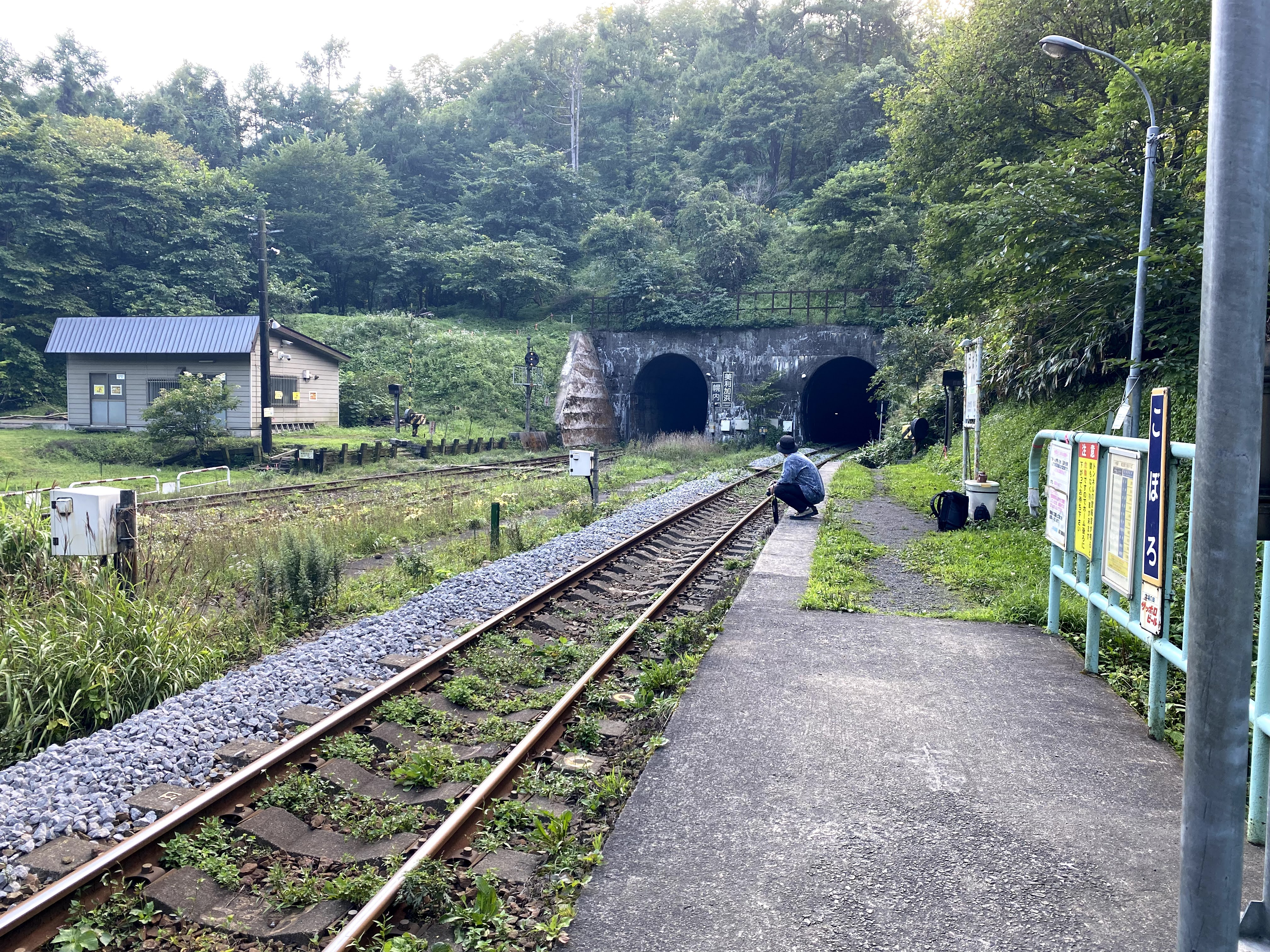
駅ホームより長万部方面を望む（2021年8月）
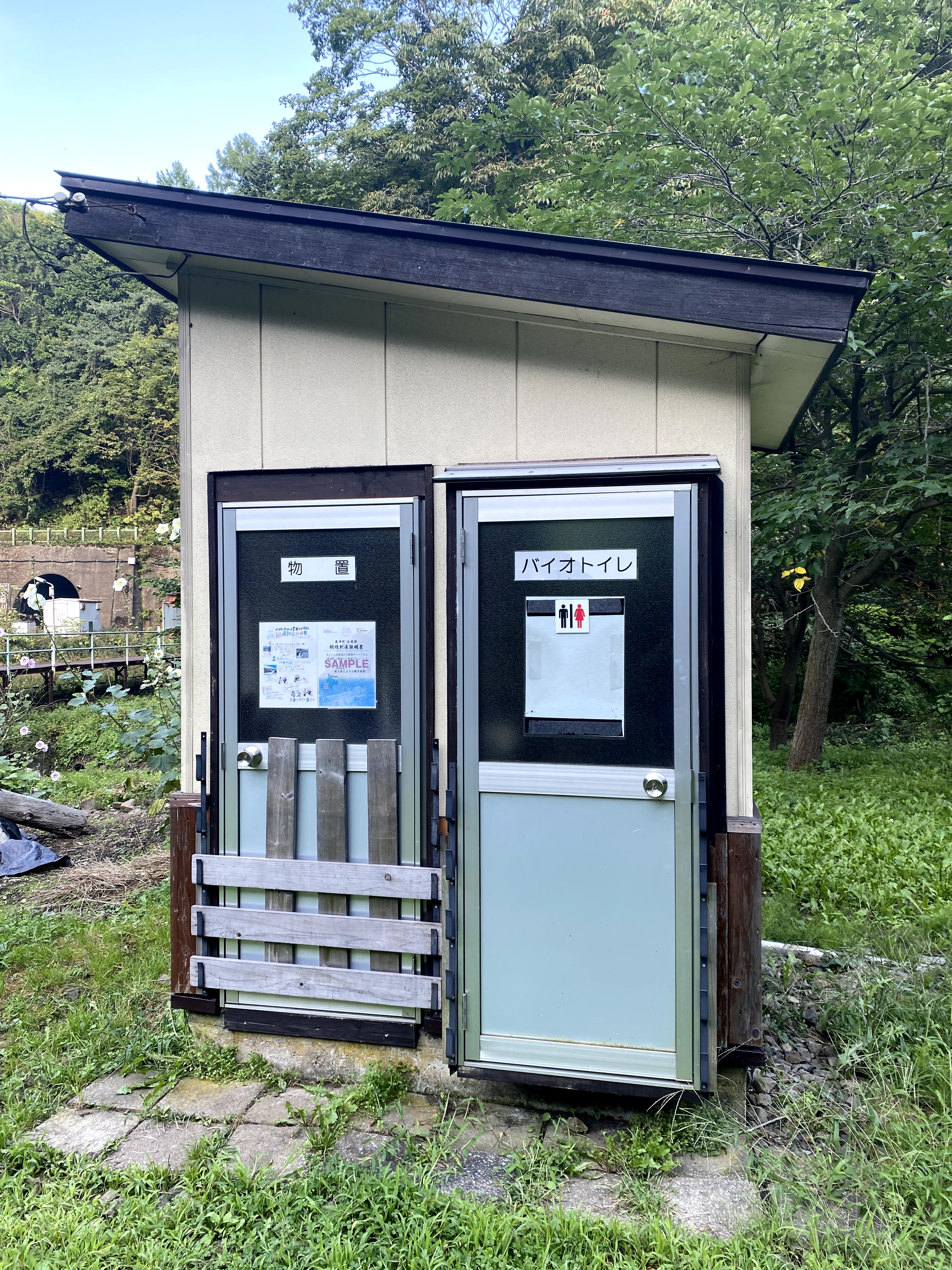
バイオトイレ（2021年8月）
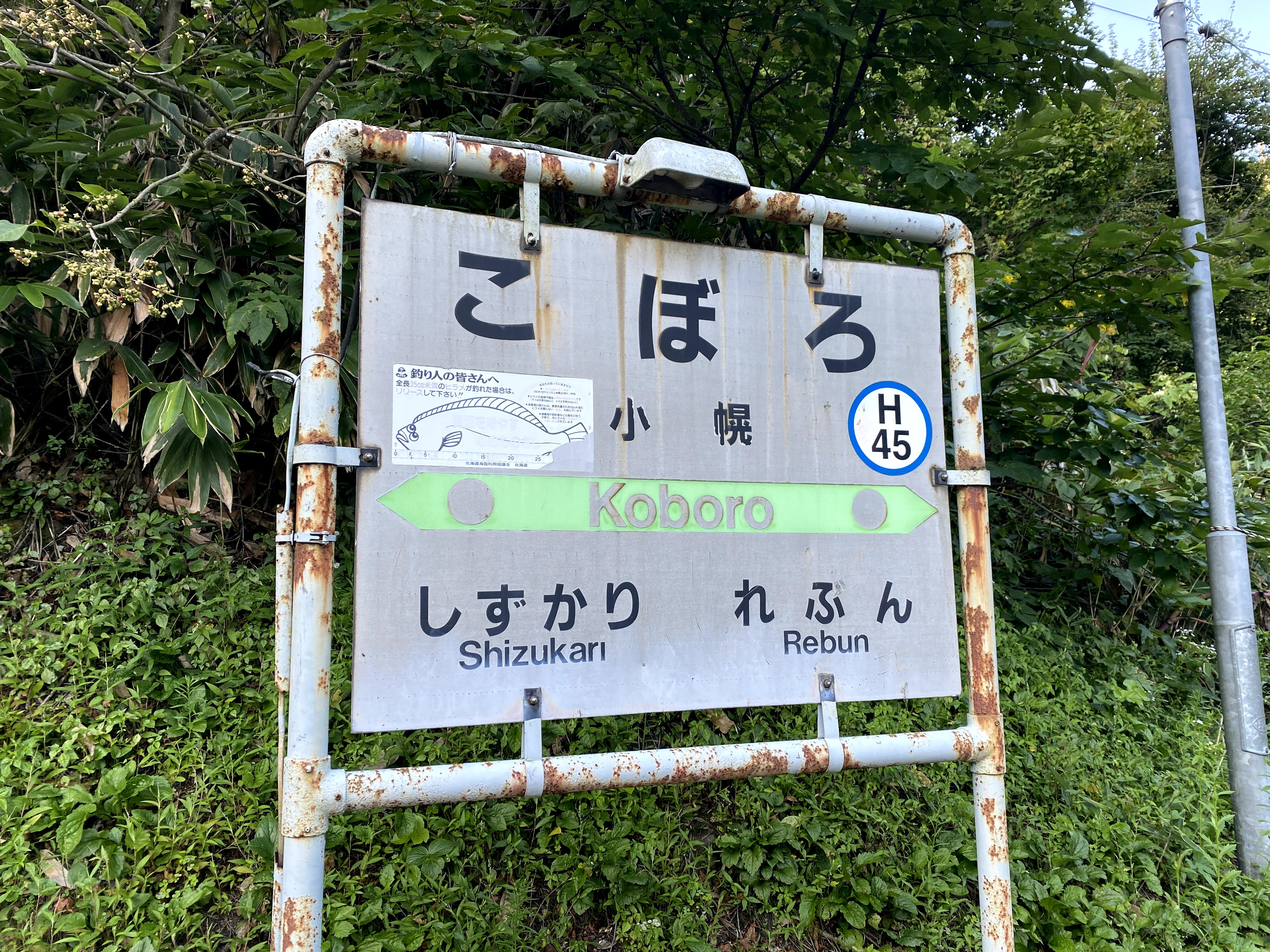
駅名標（2021年8月）
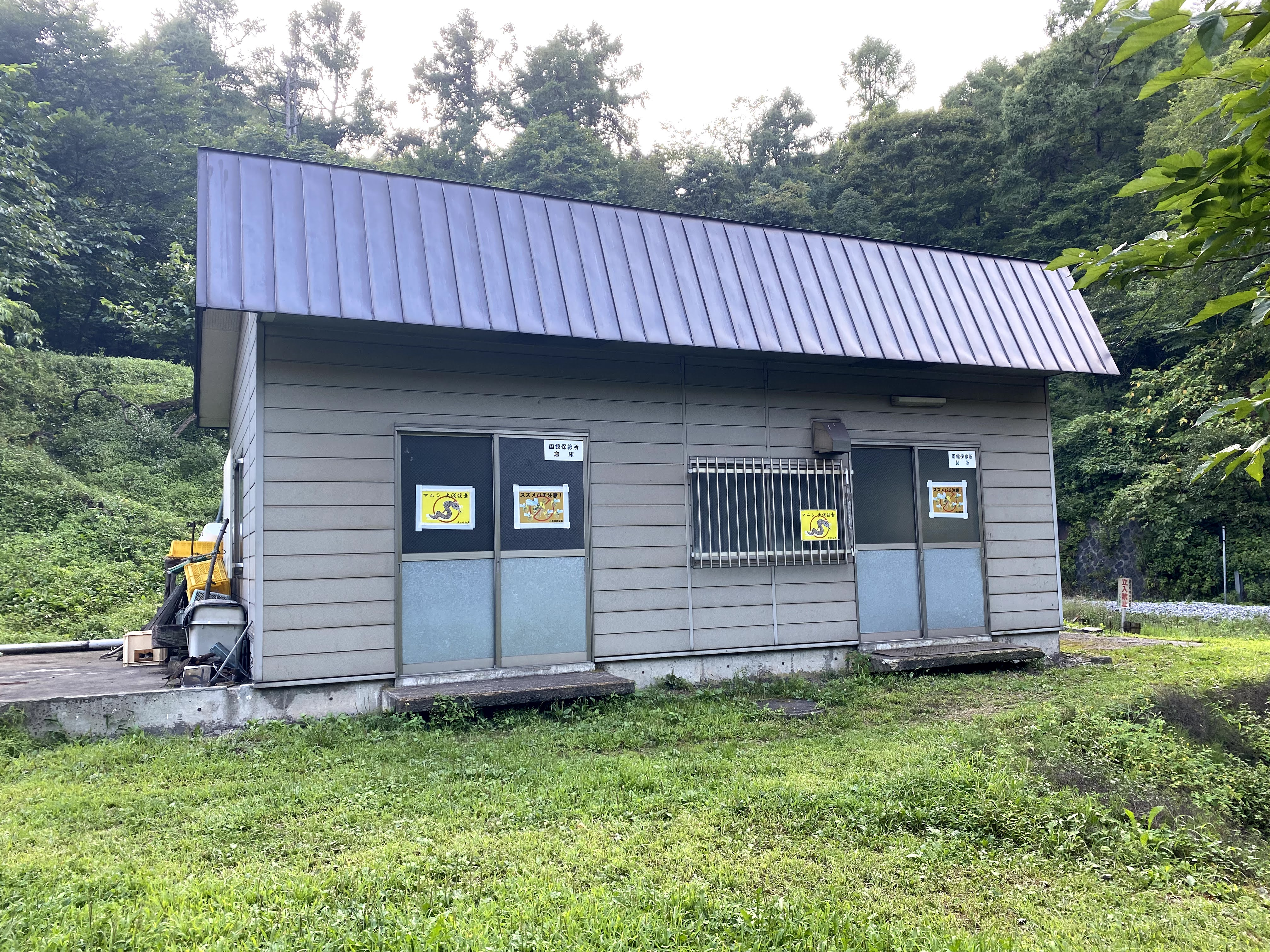
保線小屋（2021年8月）

### かつての駅構造
開業当時の構内配線は、長万部方面の幌内トンネルと、東室蘭方面の礼文華山トンネルを結ぶ単線であった。

#### 信号場開設時
既設の幌内トンネルと、礼文華山トンネルの間の僅かな明かり区間に行き違い信号場として設置した。狭隘な明かり区間に交換設備を設置する制限から以下の施工となった。長万部方面は、幌内トンネルの更に長万部寄りに存在する美利加浜トンネル内で分岐し、幌内トンネルに平行する新隧道を掘削した。東室蘭方面は礼文華山トンネル内で分岐する新隧道を掘削し、ここで合流する構造とした。これにより行き違い信号場として開業した。
記事「室蘭本線列車衝突事故」には1947年当時の信号場の事情についての言及があり、配線図が掲出されているので参照されたい。

#### 複線化工事時
長万部側から新静狩、新鼠ノ鼻、新辺加牛の各トンネルを既設路線の山側に新規掘削し、新辺加牛トンネルは既設の幌内トンネルに併合接続とし、静狩 - 小幌信号場間の複線化が1964年7月5日に完了した。続いて東室蘭方面も施工され、礼文華山トンネルの海側に平行して新礼文華山トンネルを掘削し、静狩 - 小幌信号場 - 礼文間を完全複線化として1967年（昭和42年）9月29日に開通、同年10月1日をもって信号場から仮乗降場となった。

#### 仮乗降場化後
この時点までに駅構内に3本の軌道と東室蘭方面に3つの坑口ができ、うち真ん中に位置する軌道と坑口（礼文華山トンネル内で分岐した先の一方）及び美利加浜・礼文華山両トンネル内の分岐が廃止され、列車行き違い設備としての機能は放棄された。また、使用されなくなった側の礼文華山トンネル入口は2004年（平成16年）頃に閉鎖された。

## 利用状況
利用者は、ほぼ鉄道ファンまたは近くの海岸での釣り人とされるが、保線作業員の利便のために重要な駅ともされている。近年いわゆる秘境駅として注目されて以降、微増傾向にある。
乗車人員の推移は以下のとおり。年間の値のみ判明している年については、当該年度の日数で除した値を括弧書きで1日平均欄に示す。乗降人員のみが判明している場合は、1/2した値を括弧書きで記した。また、「JR調査」については、当該の年度を最終年とする過去5年間の各調査日における平均である。
| 年度               | 乗車人員 | 乗車人員   | 乗車人員     | 出典       | 備考     |
| 年度               | 年間     | 1日平均    | JR調査       | 出典       | 備考     |
| ------------------ | -------- | ---------- | ------------ | ---------- | -------- |
| 1992年（平成04年） |          | データなし |              | [ 11 ]     |          |
| 2015年（平成27年） |          |            | 「10名以下」 | [ JR北 3 ] |          |
| 2017年（平成29年） |          | データなし |              |            | [ 注 1 ] |
| 2018年（平成30年） |          |            | 「1名以下」  | [ JR北 4 ] | [ 注 2 ] |
| 2019年（令和元年） |          |            | 「3名以下」  | [ JR北 5 ] |          |
| 2020年（令和02年） |          |            | 「3名以下」  | [ JR北 6 ] | [ 注 3 ] |
| 2021年（令和03年） |          |            | 「10名以下」 | [ JR北 7 ] |          |
| 2022年（令和04年） |          |            | 「10名以下」 | [ JR北 8 ] |          |

## 駅周辺
駅から海岸に降りることができる。
- 岩屋観音（岩屋洞窟）
- 小幌海岸
- 内浦湾

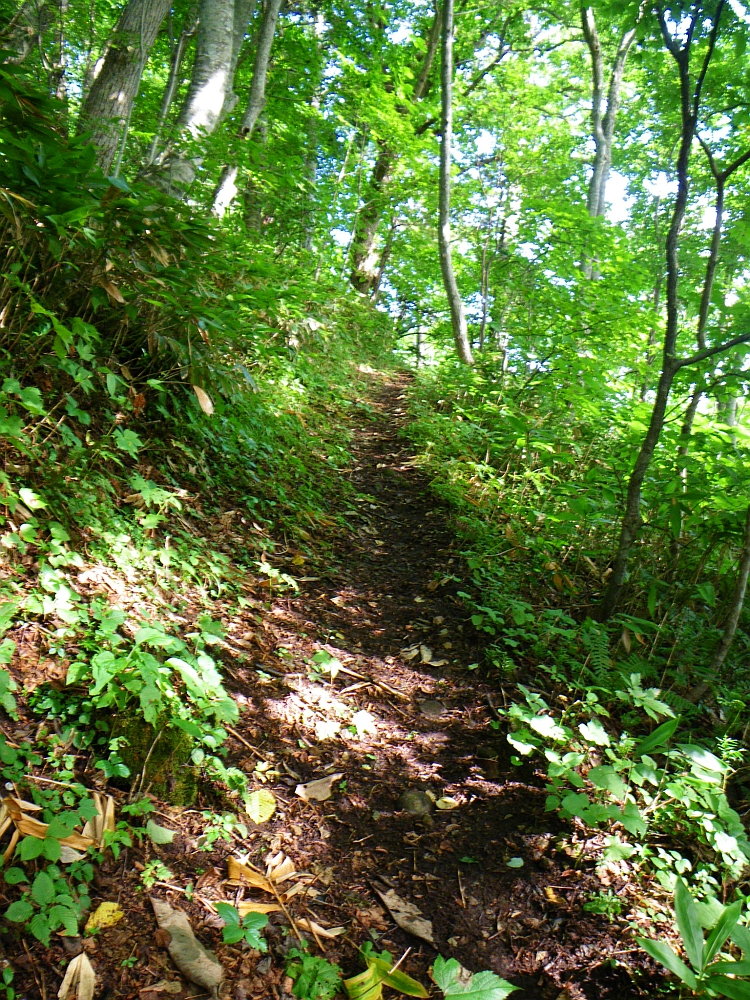
岩屋洞窟のある海岸へ続く道は細く、起伏が激しい。
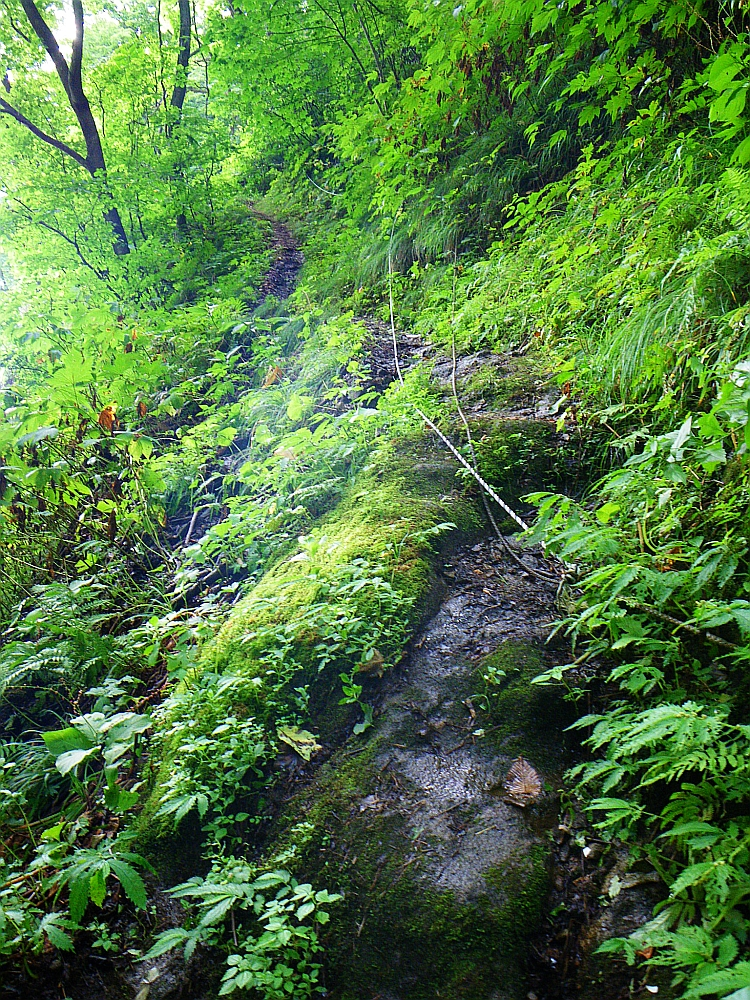
岩屋洞窟への道は危険なためロープが設置されている。
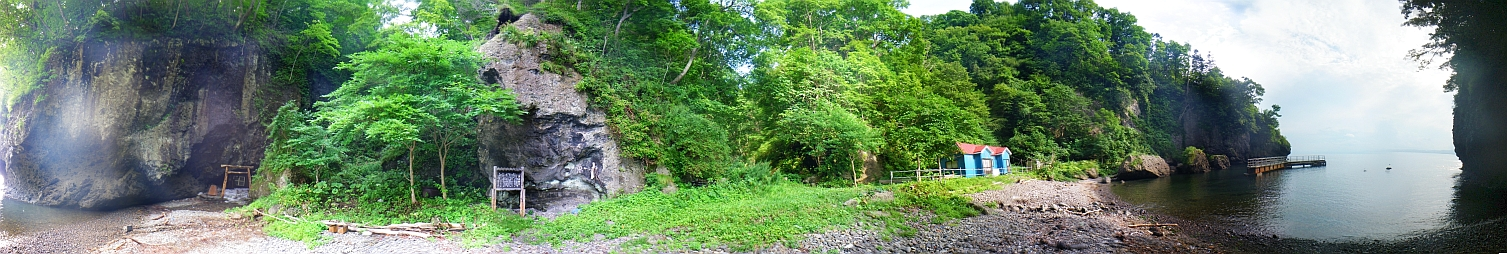
岩屋観音のある洞窟周辺の海岸。
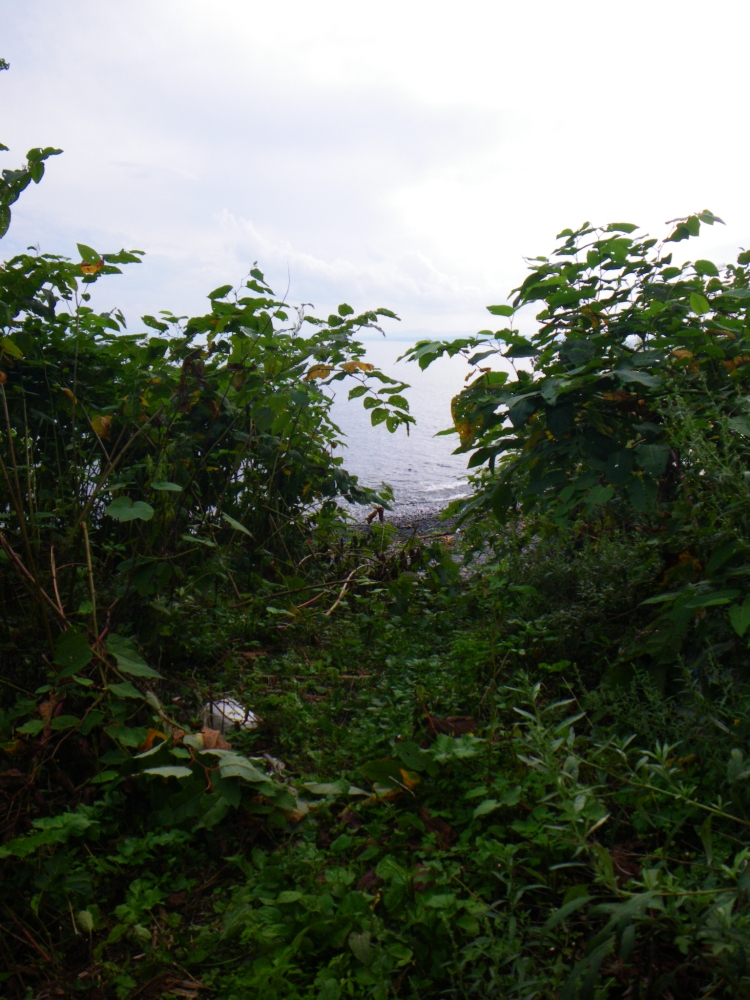
小幌海岸へ続く道は、夏場は草木が生い茂り見通しが悪い。

旅客扱いを始めた当時は海岸沿いに民家や、町営キャンプ場、海水浴場が設けられていたが、海辺の集落は1970年代半ばまでに消滅した。また、旧国道37号から当駅へ通じる道があったが、現在は廃道となっている。1962年7月20日の大雨により小幌海岸にて土砂崩れが発生し、4戸の漁家がこわされたとの記録が残る（『長万部町史』、1977年より）。
豊浦町では、駅を観光資源として位置づけており、2015年10月には列車で駅を訪れ周辺を散策するツアーを実施、また、2016年9月には、国道37号から林道を経由して歩いて駅を訪れるツアーを開催している。

### 秘境到達証明書
小幌駅の駅名標を背景にした本人が証明できるように撮影した写真を、豊浦駅周辺にある道の駅とようらや天然豊浦温泉しおさい、すいしゃのスタッフに提示すると、秘境到達証明書が発行される。

## 当駅を扱った作品

### 書籍
- 『秘境駅へ行こう!』（著：牛山隆信、小学館文庫） - 紀行ノンフィクション作品。
  - 牛山は、自身が運営するウェブサイトにおいて当駅を「秘境駅ランキング1位」としている（かつては函館本線張碓駅に次ぐ2位だったが、同駅の廃止により1位になった）。
- 『鉄子の旅』（著：菊池直恵、小学館IKKI COMIX） - 漫画作品。
- 『ゆりてつ 私立百合ヶ咲女子高鉄道部』（著：松山せいじ、小学館サンデーGXコミックス） - 漫画作品。
- 『北の無人駅から』（著：渡辺一史、写真：並木博夫、北海道新聞社） - 紀行ノンフィクション作品。

### 放送番組
- 『秘境駅へ行こう!』（旅チャンネル / MONDO21） - CS放送のテレビ番組。
- 『全国秘境駅ファイル』（旅チャンネル / MONDO TV） - CS放送のテレビ番組。
- 『探検!秘境駅2013夏』（北海道テレビ放送） - 北海道ローカルのテレビ番組の特別番組
- 『日本全国なぜそこに?誰が使うの!?秘境駅』（テレビ朝日）
- 『所さんの学校では教えてくれないそこんトコロ!』（テレビ東京）
- 『世界の何だコレ!?ミステリー』（フジテレビ）
- 『水曜日のダウンタウン』（TBS）

## 隣の駅
北海道旅客鉄道（JR北海道）
■室蘭本線（一部列車は当駅通過）
静狩駅 (H46) - 小幌駅 (H45) - *（鳥伏信号場） - 礼文駅 (H44)
*打消線は廃止信号場